# Sean Dyche
Sean Dyche (Kettering, 1971. június 28. –) angol labdarúgó, labdarúgóedző, az Everton volt vezetőedzője.

## Pályafutása

### Játékosként
Dyche a Nottingham Forest ifjúsági csapataiban kezdte meg labdarúgó-karrierjét. Az első csapatba 1989-ben került fel, edzője a legendás Brian Clough volt. Mivel egyszer sem lépett pályára, 1990-ben a Chesterfield-hez szerződött, ahol később csapatkapitány is lett. 1997-ben az FA-kupában egészen az elődöntőig meneteltek. 1997-ben a Bristol City-hez írt alá, és már az első szezonjában feljutottak a második vonalba. Itt csak egy évet töltöttek, és az idény végén kiestek, Dyche pedig a Millwall csapatához igazolt. Velük is feljutott az másodosztályba, és közel kerültek az első osztályba való feljutáshoz, azonban a play-off-ot elveszítették, és helyettük a Birmingham került egy osztállyal feljebb. 2002-ben három évre a Watford-hoz igazolt, ahol utolsó szezonjában a csapatkapitányi karszalagot is megkapta, majd a Northampton csapatához írt alá, akikkel feljutott a harmadosztályba. A 2006-07-es szezon végén bejelentette visszavonulását.

### Edzőként
Miután visszavonult, a Watford U18-as csapatának lett edzője, majd kinevezték a felnőtt csapat másodedzőjének. Amikor Malky Mackay 2011 júniusában elhagyta a Watfordot, Dyche lett a vezetőedző. A 2011-12-es szezonban a 11. helyet szerezték meg a másodosztályban, ami a klub legjobb eredménye volt az utóbbi négy év során. Ennek ellenére, egy tulajdonosváltásnak köszönhetően, Dyche-ot 2012 nyarán elbocsátották. Az U21-es angol nemzeti csapat szakmai stábjához csatlakozott, azonban még ebben a hónapban a Burnley vezetőedzője lett, így elhagyta az ifjúsági válogatottat. 2013 szeptemberében megkapta a Hónap Edzője díjat. A szezon végén feljutottak az első osztályba. Innen mindjárt egy év után kiestek, azonban a 2015-16-os idény végén újra feljutottak. 2018. január 23-án 2022-ig tartó szerződést írt alá a csapattal. A 2018-19-es szezonban a hetedik helyen zártak, így indulhattak az Európa-ligában.

## Statisztika

### Játékosként
| Klub                 | Szezon           | Bajnokság         | Bajnokság | Bajnokság | FA-kupa | FA-kupa | Ligakupa | Ligakupa | Egyéb | Egyéb | Összesn | Összesn |
| Klub                 | Szezon           | Bajnokság szintje | Mérk.     | Gól       | Mérk.   | Gól     | Mérk.    | Gól      | Mérk. | Gól   | Mérk.   | Gól     |
| -------------------- | ---------------- | ----------------- | --------- | --------- | ------- | ------- | -------- | -------- | ----- | ----- | ------- | ------- |
| Nottingham Forest    | 1989–90          | Első osztály      | 0         | 0         | 0       | 0       | 0        | 0        | —     | —     | 0       | 0       |
| Chesterfield         | 1989–90          | Negyedosztály     | 22        | 2         | —       | —       | —        | —        | 3     | 0     | 25      | 2       |
| Chesterfield         | 1990–91          | Negyedosztály     | 28        | 2         | 1       | 0       | 1        | 0        | 2     | 0     | 32      | 2       |
| Chesterfield         | 1991–92          | Negyedosztály     | 42        | 3         | 1       | 0       | 2        | 0        | 1     | 0     | 46      | 3       |
| Chesterfield         | 1992–93          | Harmadosztály     | 20        | 1         | 0       | 0       | 0        | 0        | 2     | 0     | 22      | 1       |
| Chesterfield         | 1993–94          | Harmadosztály     | 20        | 0         | 1       | 0       | 2        | 0        | 2     | 0     | 25      | 0       |
| Chesterfield         | 1994–95          | Harmadosztály     | 22        | 0         | 2       | 0       | 0        | 0        | 3     | 0     | 27      | 0       |
| Chesterfield         | 1995–96          | Másodosztály      | 41        | 0         | 2       | 0       | 2        | 0        | 3     | 0     | 48      | 0       |
| Chesterfield         | 1996–97          | Másodosztály      | 36        | 0         | 6       | 1       | 2        | 0        | 0     | 0     | 44      | 1       |
| Chesterfield         | Összesen         | Összesen          | 231       | 8         | 13      | 1       | 9        | 0        | 16    | 0     | 269     | 9       |
| Bristol City         | 1997–98          | Másodosztály      | 11        | 0         | 0       | 0       | 1        | 0        | 0     | 0     | 12      | 0       |
| Bristol City         | 1998–99          | Első osztály      | 6         | 0         | 0       | 0       | 2        | 0        | —     | —     | 8       | 0       |
| Bristol City         | Összesen         | Összesen          | 17        | 0         | 0       | 0       | 3        | 0        | 0     | 0     | 20      | 0       |
| Luton Town (kölcsön) | 1998–99          | Másodosztály      | 14        | 1         | —       | —       | —        | —        | 1     | 0     | 15      | 1       |
| Millwall             | 1999–2000        | Másodosztály      | 1         | 0         | 0       | 0       | 0        | 0        | 0     | 0     | 1       | 0       |
| Millwall             | 2000–01          | Másodosztály      | 33        | 0         | 2       | 0       | 1        | 0        | 0     | 0     | 36      | 0       |
| Millwall             | 2001–02          | Első osztály      | 35        | 3         | 2       | 0       | 2        | 0        | —     | —     | 39      | 3       |
| Millwall             | Összesen         | Összesen          | 69        | 3         | 4       | 0       | 3        | 0        | 0     | 0     | 76      | 3       |
| Watford              | 2002–03          | Első osztály      | 24        | 0         | 0       | 0       | 1        | 0        | —     | —     | 25      | 0       |
| Watford              | 2003–04          | Első osztály      | 25        | 0         | 1       | 0       | 1        | 0        | —     | —     | 27      | 0       |
| Watford              | 2004–05          | Másodosztály      | 23        | 0         | 0       | 0       | 3        | 0        | —     | —     | 26      | 0       |
| Watford              | Összesen         | Összesen          | 72        | 0         | 1       | 0       | 5        | 0        | —     | —     | 78      | 0       |
| Northampton Town     | 2005–06          | Negyedosztály     | 35        | 0         | 1       | 0       | 2        | 0        | 0     | 0     | 38      | 0       |
| Northampton Town     | 2006–07          | Harmadosztály     | 21        | 0         | 2       | 0       | 1        | 0        | 0     | 0     | 24      | 0       |
| Northampton Town     | Összesen         | Összesen          | 56        | 0         | 3       | 0       | 3        | 0        | 0     | 0     | 62      | 0       |
| Karrier összesen     | Karrier összesen | Karrier összesen  | 459       | 12        | 21      | 1       | 23       | 0        | 17    | 0     | 520     | 13      |

### Edzőként
Legutóbb frissítve: 2025. január 4-én lett.
| Klub     | Érkezés           | Távozás           | Statisztika | Statisztika | Statisztika | Statisztika | Statisztika |
| Klub     | Érkezés           | Távozás           | M           | GY          | D           | V           | Győzelem %  |
| -------- | ----------------- | ----------------- | ----------- | ----------- | ----------- | ----------- | ----------- |
| Watford  | 2011. június 21.  | 2012. július 6.   | 49          | 17          | 17          | 15          | 34.69       |
| Burnley  | 2012. október 30. | 2022. április 15. | 425         | 149         | 118         | 158         | 35.06       |
| Everton  | 2023. január 30.  | 2025. január 9.   | 84          | 26          | 26          | 32          | 30.95       |
| összesen | összesen          | összesen          | 558         | 192         | 161         | 205         | 34.41       |